# Guerra de Jugurta (Salustio)
La Guerra de Jugurta o Guerra de Yugurta (en latín, Bellum Iugurthinum) es un libro escrito por el historiador romano Gayo Salustio Crispo que describe la guerra entre Roma y el rey númida Jugurta que se desarrolló desde el año 111 hasta el 105 a. C., así como sus causas.

## Historia
Al emprender la obra, Salustio no contaba con recuerdos propios de la guerra ni con testimonios de los participantes en ella, pues habían pasado más de 60 años desde los acontecimientos a referir.
Para la confección del relato, Salustio contó con los documentos del senado, a los que pudo acceder con facilidad por su posición política. También pudo valerse de la autobiografía de Sila (Comentarii Rerum Suarum) y de la obra de Cornelio Sisenna Historiæ, que hablaba de los tiempos de aquel. Además de éstas y de otras fuentes provenientes de soldados y de políticos que intervinieron en la guerra, Salustio pudo consultar traducciones de textos de origen cartaginés para entrar en detalles geográficos e históricos de África. Tal vez eso explique por qué cometió tantos errores en la descripción de tierras de ese continente, pues los documentos cartaginenses estaban en idioma púnico y las traducciones que había recibido eran de pésima calidad.
En su labor con esta obra, a diferencia de la correspondiente en la Conjuración de Catilina, Salustio dejó de hacer distinción entre buenos y malos, y atribuyó virtudes y defectos a todos los personajes de su historia.
La postura de Salustio contra la nobleza sigue presente en la relación de la guerra, en la que denuncia repetidamente la corrupción de los patricios; también ve sus virtudes, como es el caso de Metelo, mas denuncia de Mario su ambición desmesurada pese a ser de la plebe.
Las lecciones de moral siguen presentes, pero en menor número, también a diferencia de la Conjuración de Catilina, y se da más importancia a las cuestiones políticas. Las digresiones también aparecen en menor número y mejor redactadas.
La cronología de los hechos también está bastante descuidada, tal vez adrede. Muchas de las descripciones de las batallas han sido tachadas de imprecisas, y de poner de manifiesto el poco o nulo conocimiento de los asuntos bélicos por parte del autor.
A pesar de sus errores, la Guerra de Jugurta proporciona una visión muy realista de la política romana, de sus cualidades y de sus defectos, y de cómo se habría de encaminar tarde o temprano al caótico final de la República y al nacimiento del Imperio.

## Estructura literaria

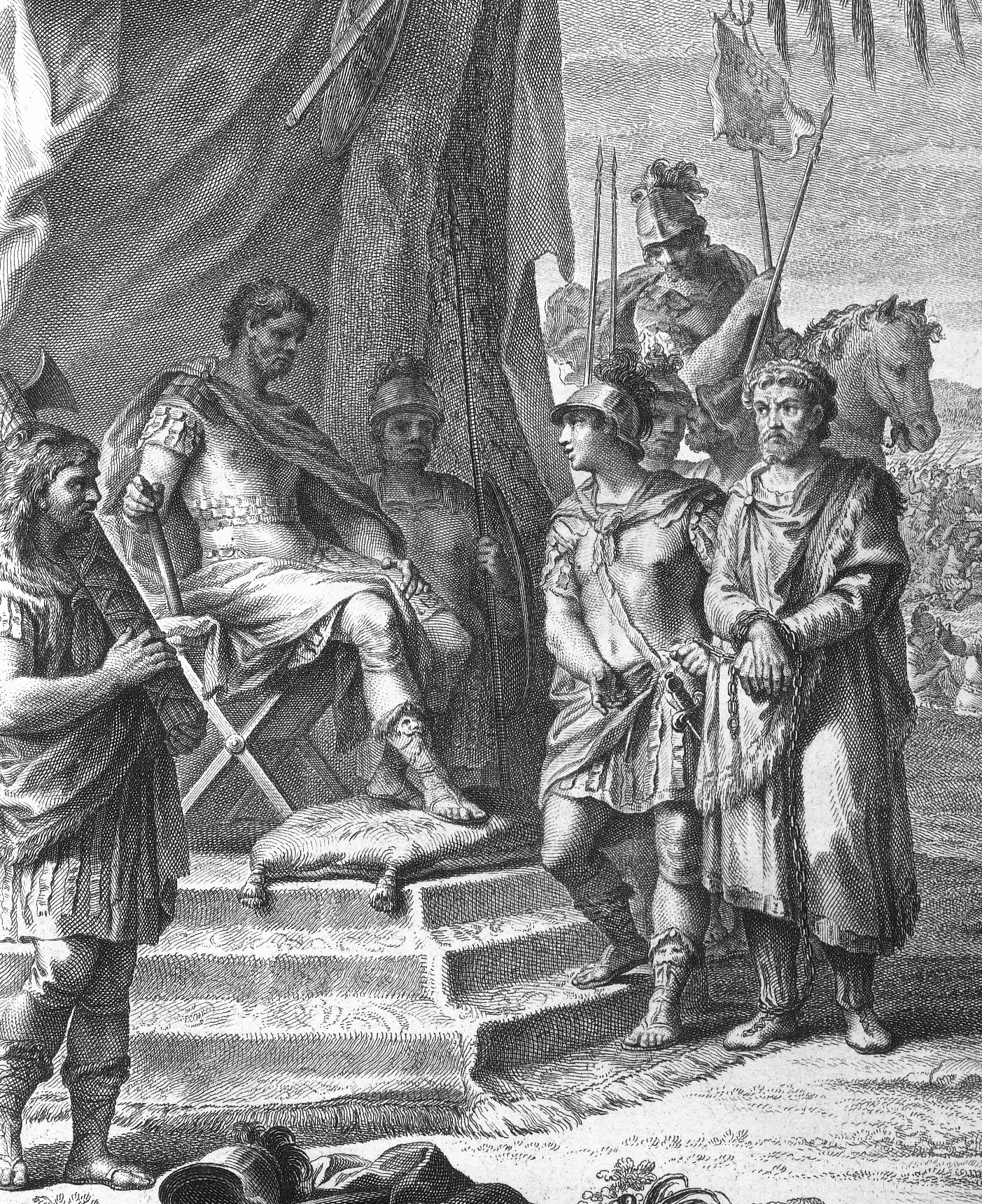
La conjuracion de Catilina y la Guerra de Jugurta por Cayo Salustio Crispo, Madrid, Joachin Ibarra, impresor de Camara del Rei Nuestro Señor, M.DCC.LXXII

### Capítulos I-III
Salustio comienza su relato con una explicación en la que hace hincapié en lo susceptible que es el hombre de corromperse moralmente. Afirma que obrando bien se es capaz de alcanzar la inmortalidad del alma.

### Capítulos IV-XVI
Se narra brevemente la historia de la alianza entre Numidia y Roma contra Cartago, y cómo este reino salió beneficiado una vez concluida la guerra. Después se presenta a Yugurta, sobrino de Micipsa, rey de Numidia.
Yugurta es descrito como un joven noble y virtuoso del que, por sus cualidades sobresalientes, desconfía Micipsa, que decide enviarlo con la caballería númida a combatir a los numantinos junto a los romanos comandados por Escipión Emiliano. En la campaña de Numancia, Yugurta destaca como buen guerrero y regresa a Numidia lleno de gloria. Pero al convivir con los romanos, Yugurta ha adquirido sus bajas costumbres, y llega de Numancia con ambiciones políticas. Al morir Micipsa, el reino queda en manos de sus hijos legítimos: Hiempsal y Aderbal. Pero Yugurta actúa movido por la ambición y asesina a Hiempsal. Aderbal huye a Roma en busca de ayuda del senado, pero las clases nobles, sobornadas por Yugurta, interceden en su favor. Al final el senado procede a dividir el reino en dos partes.

### Capítulos XVI-XIX
Salustio hace una descripción incorrecta de África.

### Capítulos XX-XXVII
Yugurta invade el territorio de Aderbal, que prefiere huir antes que presentar batalla. Sitiado en la ciudad de Cita, Aderbal pide ayuda al senado, pero los nobles sobornados por Yugurta ponen trabas al asunto y se envía a dos emisarios para negociar con Yugurta, que intenta sobornarlos, pero ante su negativa termina intentando negociar. Al final, las negociaciones fracasan y los emisarios regresan a Roma.
Por otro lado, los italianos atrapados en el sitio de Cita convencen a Aderbal de entregarse a Yugurta y pedir clemencia. Aderbal se rinde, y Yugurta lo manda ejecutar junto con todos los hombres que hubiese en la ciudad, incluso los ciudadanos romanos.
En Roma, al saberse la matanza, se lleva el caso al senado. Los nobles interceden en favor de Yugurta, pero la plebe, indignada por la corrupción del senado, insta a tomar el camino de la guerra. El ejército que habrá de invadir África se pone al mando de Lucio Bestia.

### Capítulos XXVIII-XL
Ya en Numidia, Bestia es sobornado por Yugurta y así se da la paz entre ambas naciones. Bestia regresa a Roma, donde es acusado de corrupción y se le destituye de su cargo, y además se anula la paz aceptada por él.
Yugurta es obligado a comparecer en Roma por sus actos; una vez allí, gracias a su dinero, alcanza a librarse de muchas acusaciones. Inesperadamente aparece un númida de la misma estirpe real que Yugurta: Masiva, que intenta pedir al senado el trono de Numidia, pero Yugurta manda matarlo. Cometido el asesinato, Yugurta habrá de escapar a Numidia al descubrirse que lo ha mandado él.
Se envía al mando de las legiones romanas a Espurio Albino, quien, ante la inminencia de las elecciones consulares, deja al mando del ejército a su hermano Aulo, quien se deja sobornar por Yugurta y conspira para que las tropas romanas sucumban ante un ataque sorpresa de las tropas del caudillo númida. Aulo pacta la paz y promete regresar a Roma.
Albino, ya cónsul, anula la paz y ocupa el puesto de Aulo en el ejército, pero la desmoralización del ejército le impide actuar.

### Capítulos XLI-XLII
Digresión sobre la corrupción de la nobleza desde la caída de Cartago.

### Capítulos XLIII-LXXXIII
Metelo, nombrado cónsul y puesto al frente de las legiones en Numidia, restablece la disciplina en el ejército y derrota a Yugurta en las batallas que siguen.
Tomadas varias ciudades, Yugurta acepta rendirse ante Metelo y pone a su disposición gran parte de sus recursos bélicos, pero su conciencia le impide entregarse y decide continuar la guerra.
Por otra parte, Cayo Mario, legado de Metelo, después de hacer proezas en batalla y ganarse la simpatía del ejército, convence a Metelo de que le permita ir a Roma para postularse como cónsul.
Aunque Mario es de clase plebeya – impedimento para acceder al puesto de cónsul –, su gran popularidad entre en ejército y el pueblo le aseguran la victoria en las elecciones, y se le encarga ocuparse de Numidia.
Para empeorar la situación de Metelo, el rey Boco de Mauritania se alía con Yugurta.

### Capítulos LXXXIV-CXIV (84 a 114)
Mario junta reclutas y, con nuevas legiones armadas, parte rumbo a Numidia. Metelo, a su regreso a Roma, es recibido con todos los honores reservados a los héroes.
En Numidia, Yugurta sufre constantes derrotas ante Mario, mientras que Boco, viendo la situación de su aliado, pide la paz a Mario.
Sila es enviado por Mario a Mauritania para concertar la paz. Boco envía a su hijo Bogud para que guíe a Sila y a sus huestes. Sila insta a Boco a que, para alcanzar la paz con Roma, engañe a Yugurta y lo entregue a los romanos. Boco se niega al principio, pero la presión de Sila lo obliga a aceptar, así que llama a su palacio a Yugurta, que llega desarmado y es capturado y entregado a Sila.
Terminada la guerra, Jugurta es llevado a Roma cargado de cadenas. Mario es elegido cónsul y sofoca una rebelión en la Galia.